# Тахтаджик
Вижте пояснителната страница за други значения на Тахтаджик.
Тахтаджик е някогашно българско село в Източните Родопи (Беломорието), Гърция в дем Дедеагач, днес заличено.

## История
Тахтаджик ще да е било сред по-старите български селища в Беломорието, тъй като негови жители се разселват и са сред заселниците в по-късно заселение български села Мерхамли и Теке в Софлийски и други. В XIX век е село във Ференската кааза в Одринския вилает на Османската империя. Според „Етнография на вилаетите Адрианопол, Монастир и Салоника“, издадена в Константинопол в 1878 година и отразяваща статистиката на населението от 1873 година, Тахтаджия (Tahtadjiq) има 95 домакинства и 415 жители българи.
Според статистиката на професор Любомир Милетич в 1912 година селото е неголямо изцяло българско християнско село с 40 семейства, всички екзархисти.
През лятото на 1913 г., след оттеглянето на българската администрация от Беломорието поради избухването на Междусъюзническата война, башибозушки орди напад всички български християнски села и редица села на покръстили се насила помаци. Последват разоряване на българското население, кланета, прогонване българите и опожаряване на селата. След кървавите събития от 1913 г. Тахтаджик е обезлюдено и никога повече не успява да се възстанови. Оцелелите жители на селото се спасяват с бягство в старите предели на България, където се настаняват в различни градове и села в Хасковско, Бургаско, Варненско.